# Pamplona (Colombia)
Pamplona è un comune della Colombia facente parte del dipartimento di Norte de Santander.

## Storia

### Colonizzazione

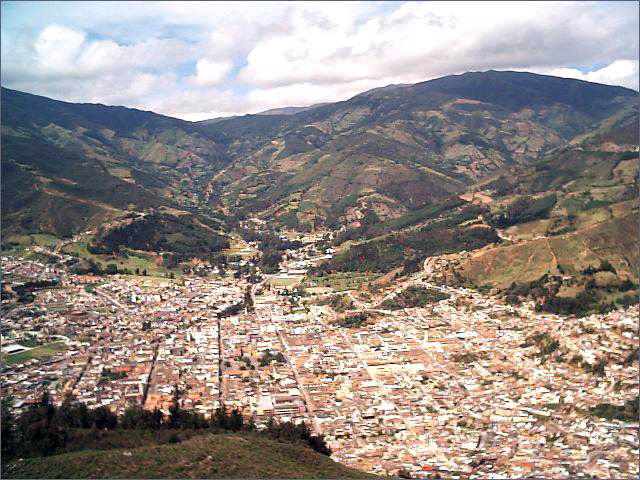
Panorama di Pamplona

Nueva Pamplona del Valle del Espíritu Santo è il nome che diedero Pedro de Ursúa e Ortún Velasco de Velázquez, in memoria della capitale della Navarra spagnola, a Pamplona fondandola il 1º novembre 1549. Da loro si divisero le spedizioni che fondarono, fra le altre Mérida, San Cristóbal e La Grita, nella Repubblica sorella del Venezuela, e Ocaña, Salazar de Las Palmas, Chinácota, San Faustino, Bucaramanga e Cúcuta in Colombia.
I nativi, chiamati dagli spagnoli Chitareros,furono i primi abitatori della vecchia Provincia di Pamplona.
Quando la zona nel 1549 fu occupata da Pedro de Ursúa e da Ortún Velasco, essi ridussero i contadini al regime delle encomiendas.
La posizione della città le permise di diventare un importante centro commerciale sulla via tra la Nuova Granada e la capitale del Venezuela. Con territori di grande fertilità e depositi auriferi sulle montagne, divenne una delle zone più ricche delle colonie, comparabile solo alla provincia di Socorro.

### Indipendenza
Pamplona si guadagnò il soprannome di "Città Patriottica" da parte di Simón Bolívar, essendo una delle prime a sostenere la rivoluzione della Nuova Granata il 4 luglio 1810, nella persona di Doña Agueda Gallardo de Villamizar, e dichiarò l'indipendenza il 31 luglio del medesimo anno, con un'Assemblea provvisoria. Più tardi, fra il 1819 ed il 1821, avendo contribuito con risorse umane ed economiche considerevoli alla liberazione di Colombia e Venezuela, acquistò una notevole importanza.
Nel 1910, con la creazione del dipartimento di Norte de Santander, fu inserita nella sua giurisdizione politica integrandosi nella Provincia di Pamplona, insieme alle città di Cácota de Velasco, Cucutilla, Chitagá, Labateca, Mutiscua, Pamplonita, Toledo e Silos.
Divenne anche città universitaria e fu anche nota come centro religioso per la solennità delle sue celebrazioni, fra le quali la Pasqua.

## Economia
Nella zona di Pamplona si coltivano: patate (il prodotto principale), fragole, aglio, frumento, mais, legumi e carote. Vengono inoltre allevati bovini, suini, conigli e pollame e viene esercitata la pesca. Sono inoltre attive industrie dolciarie e tessili e anche il turismo, specialmente nella città, è fonte di attività, insieme alla folta presenza di studenti provenienti da altre zone del Paese.